# IC 1957
IC 1957 — галактика типу Sbc (компактна витягнута спіральна галактика) у сузір'ї Годинник.
Цей об'єкт міститься в оригінальній редакції індексного каталогу.